# Memecylon balakrishnanii
Memecylon balakrishnanii är en tvåhjärtbladig växtart som beskrevs av Pakshirajan Lakshminarasimhan och S.P. Mathew. Memecylon balakrishnanii ingår i släktet Memecylon och familjen Melastomataceae. Inga underarter finns listade i Catalogue of Life.